# Cytisopsis ahmedii
Cytisopsis ahmedii är en ärtväxtart som först beskrevs av Jules Aimé Battandier och Charles-Joseph Marie Pitard, och fick sitt nu gällande namn av Per Lassen. Cytisopsis ahmedii ingår i släktet Cytisopsis, och familjen ärtväxter. Inga underarter finns listade i Catalogue of Life.